# Кальмар, Енё
Я́нош Ка́льмар (венг. János Kálmár; 21 марта 1908 — 13 января 1990), более известный как Е́нё Ка́льмар (венг. Jenő Kálmár) — венгерский футболист, нападающий и тренер.

## Биография
Карьера Енё Кальмара началась в конце 1920-х годов в клубе «Хунгария», там он играл на позиции полузащитника или нападающего, особо ценились в клубе его дальние удары, которые были и точные и мощные. В 1929 году «Хунгария», впервые после прихода в клуб Кальмара, стала чемпионом Венгрии, а Кальмар, ставший с 19-ю мячами лучшим бомбардиром команды, стал лучшим футболистом Венгрии. Осенью 1929 года Кальмар получил тяжелейшею травму — перелом ноги, после которой почти год восстанавливался. В 1932 году Кальмар, к тому времени уже полностью выздоровевший, получил свой второй венгерский титул — «Хунгария» победила в финале кубка Венгрии «Ференцварош», а сам Кальмар забил второй мяч своей команды в переигровке, которая закончилась со счётом 4:3.
В 1933 году Кальмар покинул родину и уехал во Францию в клуб «Экссельсьор» из Рубе, в первый же сезон Кальмара в клубе, «Экссельсьор» занял пятое место в чемпионате Франции, однако, в следующие сезоны, игра клуба не блистала и он являлся крепким середнячком, не претендующим ни на вылет, ни на медали. В середине сезона 1935—1936 Кальмар покинул «Экссельсьор» и перешёл в другую команду из того же города с одноимённым названием «Рубе», в первый же сезон с клубом Кальмар вышел из второй французской лиги в первую, заняв второе место и на следующий сезон клуб смог удержаться в первой лиге, а дальше Кальмар вновь сменил клуб, перейдя в «Реймс». Затем Кальмар покинул Францию и вернулся в Венгрию, где был играющий тренером клуба «Киштекс», которая представляла текстильное предприятие Кишпешта.
В сборной Венгрии Кальмар дебютировал в октябре 1928 года в матча со сборной Австрии, проигранном венграми 1:5. В сентябре следующего года Кальмар впервые забил в составе сборной, поразив ворота Чехословакии, в матче, завершившимся со счётом 1:1. После перелома ноги в 1929 году Кальмар два года не играл в составе национальной команды, и снова начал выступать лишь в 1931 году, а после переезда во Францию, Кальмар уже не мог играть в составе сборной, из-за правила, существовавшего в венгерском футбольном союзе, которое разрешало играть в составе сборной лишь игрокам из национального первенства. Всего за сборную Венгрии Кальмар провёл 15 матчей и забил 4 мяча. Во время пребывания во Франции, Кальмар играл за сборную клубов севера страны.
Во время войны Кальмар, помимо работы с «Киштексом» был ассистентом в штабе национальной сборной, а после войны возглавил клуб «Чепель» и привёл клуб к званию чемпиона Венгрии в сезоне 1947—1948. В 1951 году Кальмар возглавил клуб «Гонвед», который был лидером венгерского футбола, в нём играли такие звёзды мирового футбола, как Ференц Пушкаш, Шандор Кочиш, Йожеф Божик и Золтан Цибор, за 4 года руководства клубом Кальмаром, «Гонвед» трижды выиграл венгерское первенство. В 1956 году «Гонвед» уехал в Испанию, чтобы провести матч с местным клубом «Атлетик Бильбао», в это же время в Венгрии вспыхнул бунт, команда решила не возвращаться на родину и остаться в Испании. Команда совершила турне, организованное Гуттманном, по Южной Америке, а по возвращении рассеялась. Кальмар, оставшийся без работы, уехал в Австрию, он претендовал на пост тренера сборной Австрии, но его кандидатура была отклонена, и он, в марте 1957 года, ушёл тренировать клуб «Ваккер» из Вены, который смог привести к 4-му месту в чемпионате страны.
В 1958 году Кальмар уехал в Испанию, где играли множество венгерских футболистов, бежавших из страны. Он начал свою трудовую деятельность с «Севильи», но, проработав там всего несколько месяцев покинул клуб, затем он руководил «Гранадой», которую вывел в финал кубка Испании, где она была разгромлена 1:4 «Барселоной», в которой два мяча забил бывший игрок «Гонведа» Кочиш. Затем Кальмар два года руководил израильским клубом «Хапоэль», выиграв кубок Израиля. Затем «Порту», с которой занял второе место в чемпионате Португалии. Затем работал с «Хальмстадом», «Эспаньолом» и другими испанскими клубами.

## Достижения

### Как игрок

#### Командные
- Чемпион Венгрии: 1929
- Обладатель кубка Венгрии: 1932

#### Личные
- Футболист года в Венгрии: 1929

### Как тренер
- Чемпион Венгрии: 1948, 1952, 1954, 1955
- Обладатель кубка Израиля: 1960